# Mangelia indistincta
Mangelia indistincta é uma espécie de gastrópode do gênero Mangelia, pertencente a família Mangeliidae.